# Ernst Keller (Grafiker)
Ernst Keller (* 15. Juni 1891 in Villigen, Kanton Aargau; † 4. November 1968 in Zürich) war ein Schweizer Grafikdesigner, Typograf, Bildhauer, Heraldiker und Lehrer.

## Leben und Werk
Ernst Keller wuchs in Buchs bei Aarau auf, wo sein Vater als Primarschullehrer tätig war. In der «Graphischen Kunst-Anstalt Huber, Anacker & Cie» in Aarau absolvierte er ab 1906 eine Lehre als Lithograf. In den Jahren 1911 bis 1914 bildete er sich in der «Werkstatt für deutsche Wortkunst» in Leipzig weiter und erhielt entscheidende Anregungen für sein späteres Schaffen. 1916 trat er dem Schweizerischen Werkbund bei. 1917 bildete er sich beim Dekorationsmaler Robert Hunziker an der Gewerbeschule Aarau weiter.
Von Alfred Altherr wurde Ernst Keller 1918 an die Kunstgewerbeschule Zürich berufen. Ab 1920 war er dort Fachlehrer für angewandte Grafik. Ab 1925 entstanden zahlreiche heraldische Entwürfe für die Zürcher Stadtverwaltung. Anlässlich der Internationalen Buchkunst-Ausstellung in Leipzig wurde er 1927 zum korrespondierenden Mitglied des Vereins «Deutsche Buchkünstler» ernannt. 1938 entwarf er das Schrift- und Wappenrelief am Gebäude der Schweizerischen Lebensversicherungs- und Rentenanstalt in Zürich und 1939 eine Schriftwand im Raum für protestantische Kirchenkunst auf der Schweizerischen Landesausstellung.
Kellers Arbeitsbereiche waren das typografische Plakat, Signete, Wappen und die grafische Gestaltung und Beschriftung von Gebäuden. Seine typografischen Plakate der 1920er und 1930er Jahre gelten als «Bekenntnis zur Moderne». In seiner fast 40-jährigen Lehrtätigkeit bildete Ernst Keller viele Generationen von Gestaltern aus. Man nennt ihn deshalb auch «Vater der Schweizer Grafik». Nach seiner Pensionierung 1956 widmete sich Ernst Keller der Bildhauerei.